# Nannfeldtia atra
Nannfeldtia atra är en svampart som beskrevs av Petr. 1947. Nannfeldtia atra ingår i släktet Nannfeldtia och familjen Leptopeltidaceae.   Inga underarter finns listade i Catalogue of Life.